# Adi Shankara
Adi Shankara (Ādi Śaṅkara; Shri Shankaracharja; Adhi Shankaracharja, Ādi Śaṅkarācārya), av anhängarna även kallad Bhagavatpada Acharja ("läraren vid Herrens fötter"; Śaṅkara Bhagavatpādācārya), född omkring 788, död omkring 820, var den mest kände filosofen i den indiska advaitaskolans tolkning av vedanta. Han förespråkade de hinduiska skrifternas överhöghet, i all synnerhet upanishaderna. Shankara företrädde en andlighet som grundade sig i förnuftet och avvisade dogmatism. I en tid när jainism och buddhism hotade hinduismens ställning i Indien gav han hinduismens läror ny styrka.